# Богданов, Андрей Иванович
Андре́й Ива́нович Богда́нов (1692 — 11 сентября 1766, Санкт-Петербург) — один из первых русских книговедов, автор первого подробного известного описания Санкт-Петербурга.

## Биография
Андрей Иванович Богданов родился в Сибири, в семье мастера порохового дела. С переездом семьи отца в Санкт-Петербург Андрей Богданов поступил в гимназию при Петербургской Академии Наук. Помогал отцу, пока указом Петра I от 1719 года не был определён «в службу к типографскому художеству». Далее работал в Санкт-Петербургской типографии, а после 1727 года — в типографии Академии Наук. С 1730 года Андрей Иванович работал в библиотеке Академии наук.
Работая в библиотеке, Богданов собирал сведения о строительстве Санкт-Петербурга, изучал архивные документы, опрашивал оставшихся в живых свидетелей Петровской стройки. Работа заняла около  двадцати лет и завершилась в 1751г. представлением рукописи в Академию наук, за что Богданов получил 50 рублей.
Труд Андрея Ивановича Богданова «Историческое, географическое и топографическое описание Санкт-Петербурга от начала заведения его, с 1703, по 1751 год» — первое дошедшее до нас произведение, в котором собраны сведения по географии, топонимике, административной структуре, населению Санкт-Петербурга. Это, по сути, энциклопедия столичной жизни первой половины XVIII века. Однако напечатано Описание было лишь после смерти автора, в 1779 г.

## Основные труды

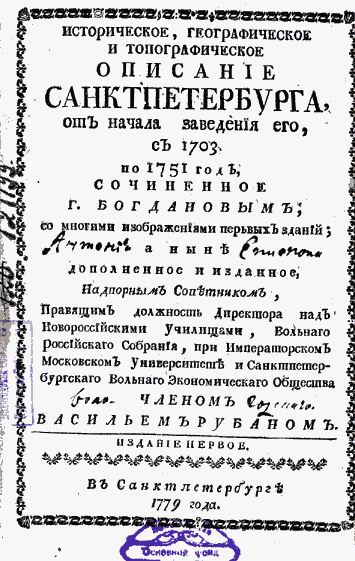
Титульный лист книги

- «Историческое, географическое и топографическое описание Санкт-Петербурга от начала заведения его, с 1703, по 1751 год» (Рукопись напечатана в сокращенном виде в 1779 году)
- «Краткое ведение и историческое изыскание о начале и произведении вообще всех азбучных слов…» (рукопись 1755, опубликована почти полностью в 1958). Труд раскрывает историю русских типографий и является первым опытом библиографического свода отечественной книги.
- Участвовал в составлении «Камерного каталога» Библиотеки Петербургской академии наук и «Краткого российского летописца» М. В. Ломоносова.

### Электронные копии
- Богданов А. И. Историческое, географическое и топографическое описание Санкт-Петербурга от начала заведения его, с 1703, по 1751 год. СПб., 1779. На сайте Восточная литература
  - Предисловие
  - Части 1-2
  - Часть 3
  - Часть 4
  - Часть 5
  - Часть 6, гл. 1-8
  - Часть 6, гл. 9-23
  - Часть 7
  - Части 8-9